# Teodoro Eustaquio del Palatinado-Sulzbach
Teodoro Eustaquio de Palatinado-Sulzbach (Sulzbach-Rosenberg, 2 de febrero de 1659  - Dinkelsbühl, 7 de noviembre de 1732) fue un príncipe miembro de la casa de Wittelsbach y conde palatino de Sulzbach entre 1708 y 1732.

## Matrimonio y descendencia
Teodoro contrajo matrimonio con la princesa María Leonor de Hesse-Rotenburg (hija del Landgrave Guillermo I de Hesse-Rotenburg) y tuvieron nueve hijos:
- Amalia Augusta María Ana (1693-1762). Soltera.
- José Carlos (1694-1729).
- Francisca Cristina (1696-1776). Abadesa de Essen.
- Ernestina Isabel Johana (1697-1775). Contrajo matrimonio con el landgrave Guillermo II de Hesse-Wanfried-Rheinfels; sin descendencia.
- Juan Guillermo Felipe (1698-1699).
- Juan Cristián (1700-1733). Contrajo matrimonio primero con María Enriqueta de La Tour de Auvernia y en segundas nupcias con Leonor de Hesse-Rotenburg; descendencia de su primer matrimonio.
- Isabel Leonor Augusta (1702-1704).
- Ana Cristina Luisa (1704-1723). Contrajo matrimonio con Carlos Manuel III de Cerdeña; con descendencia.
- Juan Guillermo Augusto (1706-1708).